# Joana Ribeiro
Joana Isabel de Alvim Ribeiro  (Lisboa, 25 de marzo de 1992) es una actriz y modelo portuguesa.

## Biografía
Su padre es ingeniero y su madre es veterinaria. Su hermano menor se llama Francisco. Estudió en Escuela Luís Madureiro en Alfragide, luego estuvo hasta noveno en el Externato de San José, en el barrio lisboeta de Restelo, en cuya escuela realizó sus estudios secundarios.
Comenzó a estudiar arquitectura, pero pronto se dio cuenta de que su vocación era ser actriz. Fichó por la agencia Élite Lisbon y participó en un cortometraje llamado: "Herencia del Silencio" . 
Su primer papel relevante lo consiguió tras participar en un casting, interpretando a Mariana Côrte-Real en la telenovela Dancin' Days para el canal Sociedade Independente de Comunicação. En la siguiente temporada, participó en la telenovela Sol de Invierno, interpretando a Margarida Aragão. En 2016 formó parte del elenco de la serie Madre Paula para la RTP1. En agosto de 2018, la propia actriz anunció en las redes sociales que se trabajaría para TVI, después de seis años vinculada a la estación Carnaxide.

## Filmografía

### Televisión
| Año       | Título          | Personaje          | Cadena             | Notas            |
| --------- | --------------- | ------------------ | ------------------ | ---------------- |
| 2012-2013 | Dancin' Days    | Mariana Corte-Real | SIC                | Protagonista     |
| 2013-2014 | Sol de Invierno | Margarida          | SIC                | Elenco Principal |
| 2015-2016 | Poderosas       | Luísa Nogueira     | SIC                | Protagonista     |
| 2017      | Madre Paula     | Paula              | RTP1               | Protagonista     |
| 2017-2018 | Paixão          | Ana Rita Sobral    | SIC                | Antagonista      |
| 2018-2019 | A Teia          | Diana Figueiredo   | TVI                | Antagonista      |
| 2019-2020 | Prisioneira     | Teresa Cunha       | TVI                | Protagonista     |
| 2020-     | The Dark Tower  | Susan Delgado      | Amazon Prime Video | Elenco Principal |

### Cine
- 2013: Herança do Silêncio (como Luísa) [cortometraje]
- 2015: Gasolina [cortometraje]
- 2015: A Uma Hora Incerta (como Ilda)
- 2017: Muletas (como Tânia) [cortometraje]
- 2018: O Caderno Negro (como Charlotte Corday)
- 2018: The Man Who Killed Don Quixote (como Angelica)
- 2019: Portugal Não Está à Venda (como Mariana)
- 2019: Linhas Tortas (como Luísa Ribeiro)
- 2019: Fátima (como Mary)

### Teatro
- O Autor, 2016